# Лопатинка болотна
Лопатинка болотна (Scapania paludicola) — вид печіночників порядку юнгерманіальних (Jungermanniales).

## Поширення
Батьківщиною є Європа, Північна Америка, Азія.